# TB Uphusen
Der TB Uphusen (offiziell: Turnerbund Uphusen von 1912 e. V.) ist ein Sportverein aus Achim im Landkreis Verden. Der Verein wurde am 19. Mai 1912 gegründet. Die erste Fußballmannschaft spielte von 2013 bis 2022 in der fünftklassigen Oberliga Niedersachsen.

## Vereinsgeschichte

### Gründung bis Zweiter Weltkrieg
Der TB Uphusen wurde am 12. Mai 1912 gegründet, im Gegensatz dazu gab es die Vereine in Mahndorf und Arbergen schon wesentlich länger. Zuerst wurde dabei der Saal des nahe liegenden Hotel Haberkamp als Turnhalle benutzt. Neben dem Turnsport entwickelte sich in dieser Zeit auch der Schlag- als auch der Fußball zur beliebten Sportart. Der Ausbruch des Ersten Weltkriegs ließ diese Entwicklung jedoch stocken. Nach dem Krieg wurde ein Sportgelände in einer Talsohle zwischen Baken- und Sonnenberg genutzt, es wurde dann auch um 1920 versucht dieses Gebiet zu vergrößern, in dem die Löcher der Laake geschlossen werden sollten, dieses Vorhaben wurde aber nie wirklich in Angriff genommen. Seit 1924 besteht das jetzige Sportgelände am Deich, welches damals von einem Bauern gepachtet wurde. Dieses war für Handballspiele ausgelegt, nach den bestehenden Regeln aber scheinbar zu klein war. Dort wurde dann auch ein Geräte- und Umkleideschuppen aufgestellt. Das Sportgelände war aber schon 1925 nicht mehr ausreichend, dann 1927 gab es erstmals Pläne für den Bau einer Turnhalle, da die bestehenden Räumlichkeiten viel zu klein wurden. 1929 wurde Handball als Sportart immer dominanter und verdrängte den Schlagball als Sportart mit der Zeit komplett. Mit dem Ausbruch des Zweiten Weltkriegs wurde das Vereinsleben ein weiteres Mal weitgehend lahmgelegt.

### Nachkriegszeit bis heute
Am 2. Juni 1946 gab es dann mit der Gründung des Kreissportbundes einen Neuanfang. Eine Tischtennis-Abteilung wurde dann 1949 gegründet, die Fußballabteilung dann ein Jahr später. Im Jahr 1953 kam dann noch ein Spielmannszug dazu. 1960 wurde dann der Bau des Sportplatzes begonnen, der alte Handballplatz wurde an die Kreisbaugemeinschaft verkauft, womit dann auch eine eigene Turnhalle sowie Umkleideräume am Sportplatz finanziert werden konnten. Beide Gebäude wurden dann schließlich 1963 eröffnet. Ein weiterer neuer Sportplatz wurde 1980 fertiggestellt und dann 1981 eingeweiht. Auf dem alten Gelände wurden darauf Laufbahnen und Sprunganlagen angelegt sowie Nebenplätze für Handball-Spiele errichtet. Im selben Jahr wurde zudem auch noch ein Vereinsheim von der Stadt geplant und mit städtischen Geldern sowie einer finanziellen Beteiligung des Vereins erbaut. Im Jahr 1991 wurde dann eine erhöhte Schadstoffkonzentration auf dem alten Sportplatz festgestellt. Im darauffolgenden Jahr wurde der Sportplatz schließlich für den Spielbetrieb gesperrt. Bis zur Errichtung und Eröffnung eines neuen Sportplatzes sollte es bis zum September 1996 dauern. Darauf gab es dort aber auch neben der Laufbahn und der Sprunganlage einen neuen Kugelstoßring. Das alte Gerätehaus wurde dann 1997 neu hergerichtet und das Dach saniert. Durch eine Initiative der Volleyball-Abteilung wurde dann 1998 auf einem Nebengelände des neuen Sportplatzes eine Beachvolleyballanlage erbaut. Seit Anfang der 2000er Jahre gibt es auch eine Sporthalle, in welchem die Handball- und Floorball-Abteilung ihre Spiele betreibt.

## Abteilungen

### Fußball

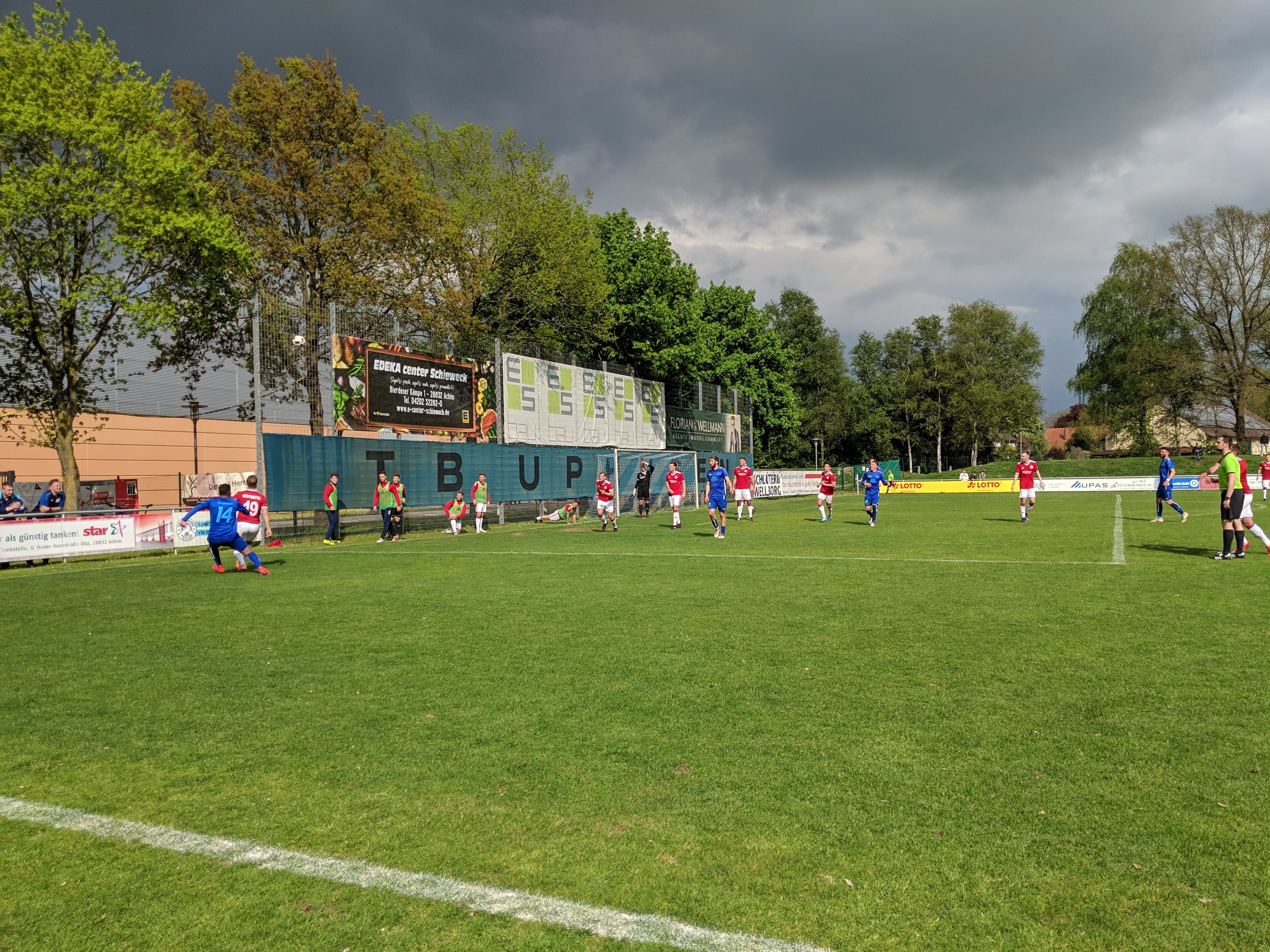
Blick auf ein Tor des A-Sportplatzes im Sportzentrum Uphusen während der Partie TB Uphusen gg. MTV Wolfenbüttel (28. April 2019)

#### Geschichte

##### Anfänge bis 2010er Jahre
Die Fußballabteilung wurde am 22. Mai 1950 gegründet. Zwischen 1964 und 1967 spielten die Uphusener erstmals oberhalb der Kreisliga. Im Jahre 1971 gelang der erneute Aufstieg in die Bezirksklasse, ehe in den 1980er Jahren eine sportliche Talfahrt einsetzte, die die Mannschaft 1986 in die 1. Kreisklasse brachte. Die 1990er Jahre brachten einen sportlichen Aufschwung. Nach dem erneuten Aufstieg in die Bezirksliga 1993 erreichte die Mannschaft fünf Jahre später erstmals die Bezirksliga. Im Jahre 2005 stieg TBU in die Bezirksoberliga Lüneburg auf. Ab der darauf folgenden Saison hatte den Trainerposten Klaus Gelsdorf inne. Dieser blieb bis zum Ende der Saison 2006/07, woraufhin ihm dann Rolf Roeder folgte. Dieser blieb jedoch auch nicht lange und verließ die Uphusener am Ende des Jahres schon wieder. Ab Anfang 2008 war dann Frank Thinius Trainer der Mannschaft. Dieser hielt bis zum März 2009 den Posten inne, daraufhin wurde er bis zum Ende der Saison 2009/10 von Nuri Papazoglu ersetzt.

##### Aufstieg in die Oberliga
Als nächster Trainer bekam Andre Schmitz, welcher zuvor beim TSV Uesen diese Posten innehatte, die Möglichkeit die Mannschaft zu formen, dies sollte dann auch von großem Erfolg gekrönt werden. Die Saison 2011/12 schlossen die Uphusener auf dem zweiten Platz der Landesliga Lüneburg ab, verzichteten jedoch zu Gunsten des TuS Celle FC auf die Aufstiegsrunde zur Oberliga Niedersachsen. Ein Jahr später sicherte sich die Mannschaft die Meisterschaft und nahm den Aufstieg ins niedersächsische Oberhaus wahr. Die erste Saison in der Oberliga Niedersachsen konnte auf dem 9. Platz abgeschlossen werden.

##### Wettbetrug
Im November 2014 gerieten zwei Spieler des TB Uphusen unter Verdacht, Spiele gezielt zum Zwecke des Wettbetruges manipuliert zu haben. Bei der 2:4-Niederlage gegen den SSV Jeddeloh verschoss Uphusen in der Schlussphase zunächst einen Elfmeter und kassierte anschließend zwei Platzverweise. Laut des Wettanbieters Tipico wurden auffällig hohe Summen auf eine so genannte Handicap-Wette bei dieser Partie gesetzt. Diese Saison wurde auf dem 11. Platz beendet.

##### Kampf gegen den Abstieg
Nach dieser Saison verließ Andre Schmitz als Aufstiegstrainer die Mannschaft wieder um sich dem TSV Oldenburg anzuschließen. Für die folgende Saison war dann Dennis Offermann, welcher zuvor beim Brinkumer SV das Amt innehatte, Trainer der Mannschaft. Nach der Saison 2015/16 waren die Uphusener als Drittletzter sportlich abgestiegen, blieben jedoch nach dem Aufstieg des 1. FC Germania Egestorf/Langreder und dem Rückzug des TuS Lingen Oberligist. Ab der Saison 2016/17 war Benedetto Muzzicato (dieser kam vom FC Oberneuland) Trainer der Mannschaft. Am Ende der Saison profitierten die Uphusener vom freiwilligen Rückzug der zweiten Mannschaft des VfL Osnabrück. Ab der Saison 2017/18 folgte Fabrizio Muzzicato (als vorheriger Trainer beim Bremer SV) in der Funktion des Co-Trainer seinem Bruder nach Uphusen. Da Benedetto als Trainer zum BSV Rheden kurz nach Beginn der Saison 2017/18 ging, wurde Fabrizio ab dem 24. September 2017 dann Trainer der Uphusener. Dieser schloss die laufende Saison auf dem 10. Platz ab.

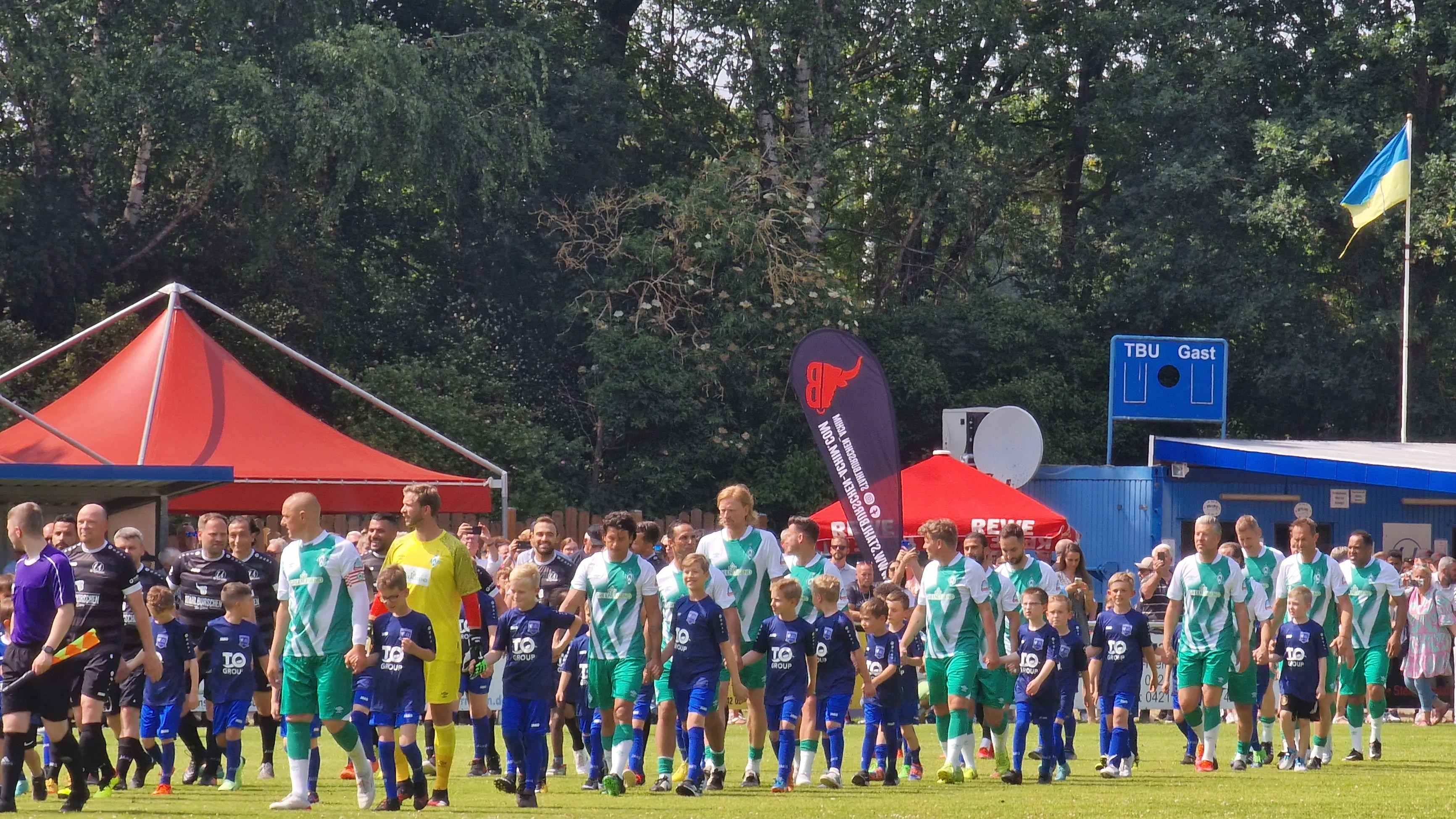
Freundschaftsspiel der Werder-Traditionsmannschaft gegen den TB Uphusen am 17. Juni 2023

Nach der Entlassung von Fabrizio Muzzicato Ende September 2019, war der seit dieser Saison aktive Co-Trainer Sven Apostel für ein paar Spiele Trainer. Der Nachfolger wurde am 20. Oktober 2019 in Achim Hollerieth als neuen Trainer vorgestellt. Apostel nahm daraufhin, wie auch zuvor, die Rolle des Co-Trainers wieder ein. Mitte März 2020 verließ Hollerieth den Verein jedoch bereits nach zehn gespielten Spielen. Den Trainer-Posten übernahm erneut Sven Apostel. Mitte April 2020 wurde dann allerdings auch noch bekanntgegeben, dass Apostel den Verein am 30. Juni ebenfalls verlassen wird. Am 28. Mai wurde dann mitgeteilt, dass der bisherige Torhüter der Uphuser, Christian Ahlers-Ceglarek, den Trainerposten zur nächsten Saison übernehmen soll. Seine erste Saison hier dauerte allerdings nur acht Spieltage, weil diese danach bedingt durch die COVID-19-Pandemie abgebrochen wurde. In der Folgesaison erreichte die Mannschaft in der durch die Aufstockung der Liga nötig gewordenen Hauptrunde mit 11 Punkten nur den letzten Platz der Nord-Gruppe. In der Abstiegsrunde konnten lediglich elf weitere Punkte gesammelt werden, damit landete das Team auf dem siebten Platz und stieg somit nach neun Jahren Oberligazugehörigkeit erstmals wieder in die Landesliga ab.

#### Statistik
| Saison                                            | Liga                                        | Platz | Tore  | Punkte |
| ------------------------------------------------- | ------------------------------------------- | ----- | ----- | ------ |
| 2001/02                                           | Bezirksliga Lüneburg-West                   | 10.   | 45:59 | 30     |
| 2002/03                                           | Bezirksliga Lüneburg-West                   | 4.    | 62:59 | 44     |
| 2003/04                                           | Bezirksliga Lüneburg-West                   | 1.    | 58:23 | 59     |
| 2004/05                                           | Landesliga Lüneburg                         | 15.   | 51:68 | 29     |
| 2005/06                                           | Bezirksliga Lüneburg-West                   | 1.    | 91:61 | 70     |
| 2006/07                                           | Bezirksoberliga Lüneburg                    | 5.    | 60:57 | 48     |
| 2007/08                                           | Bezirksoberliga Lüneburg                    | 8.    | 57:51 | 40     |
| 2008/09                                           | Bezirksoberliga Lüneburg                    | 7.    | 68:64 | 43     |
| 2009/10                                           | Bezirksoberliga Lüneburg                    | 8.    | 55:59 | 44     |
| 2010/11                                           | Landesliga Lüneburg                         | 6.    | 68:44 | 48     |
| 2011/12                                           | Landesliga Lüneburg                         | 2.    | 72:45 | 65     |
| 2012/13                                           | Landesliga Lüneburg                         | 1.    | 83:30 | 66     |
| 2013/14                                           | Oberliga Niedersachsen                      | 9.    | 54:52 | 43     |
| 2014/15                                           | Oberliga Niedersachsen                      | 11.   | 59:65 | 41     |
| 2015/16                                           | Oberliga Niedersachsen                      | 14.   | 43:69 | 33     |
| 2016/17                                           | Oberliga Niedersachsen                      | 13.   | 36:50 | 33     |
| 2017/18                                           | Oberliga Niedersachsen                      | 10.   | 32:42 | 37     |
| 2018/19                                           | Oberliga Niedersachsen                      | 12.   | 44:42 | 35     |
| 2019/20                                           | Oberliga Niedersachsen                      | 14.   | 24:33 | 1,00   |
| 2020/21                                           | Oberliga Niedersachsen Weser-Ems / Lüneburg | 6.    | 11:17 | 10     |
| 2021/22                                           | Oberliga Niedersachsen Weser-Ems / Lüneburg | 11.   | 16:46 | 11     |
| Grün unterlegt: Aufstieg • Rot unterlegt: Abstieg |                                             |       |       |        |
| Quelle                                            |                                             |       |       |        |

#### Weitere Mannschaften
Neben der ersten gibt es noch eine zweite Männermannschaft, welche derzeit in der Kreisliga Verden spielt. Seit der Saison 2019/20 gibt es auch eine dritte Mannschaft, diese stieg sofort in die 2. Kreisklasse Verden auf, wurde in der Saison 2021/22 nach dem 6. Spieltag aber zurückgezogen.
Bis zur Winterpause der Saison 2019/20 spielte die U-19 des Vereins in einer Jugendspielgemeinschaft mit dem TSV Bierden in der A-Junioren Landesliga Lüneburg. Aufgrund der geschrumpften Anzahl an verfügbaren Spielern in den Vereinen musste dann Ende Januar 2020 die JSG vom Spielbetrieb abgemeldet werden.

### Handball
Seit ca. 1924 gibt es auch eine Handballabteilung. Im April 2014 wurde eine Fusion der Handball-Abteilung mit dem OT Bremen beschlossen, diese formierten sich in der neuen HSG Bremer Kreuz. Dies hielt allerdings nicht lange und somit wurde die Spielgemeinschaft schon am 14. Februar 2017 wieder aufgelöst. Die Männermannschaft wurde am Ende der Saison 2018/19 aufgelöst. Zurzeit spielt noch eine Frauenmannschaft in der Regionsliga Frauen, im HVN Bezirk Mitte-Niedersachsen.

### Floorball
Die Floorball-Abteilung tritt unter dem Namen TB Uphusen Vikings an. Im Jahre 2005 wurde die gemischte Floorball-Mannschaft des TB Uphusen Deutscher Meister. Die Herrenmannschaft wurde drei Jahre später Deutscher Vizemeister auf dem Kleinfeld. Zwischen 2008 und 2010 spielten die Männer ferner in der 2. Bundesliga. 2015 konnten die Vikings erneut die Nordwestdeutsche Kleinfeld-Meisterschaft erlangen, was für die spätere Teilnahme an der deutschen Meisterschaft berechtigte.
Außerdem nahm die Mannschaft an fast jeder Saison des Floorball Deutschland Pokals teil. Das erste Mal war dies in der Premieren Saison des Pokals 2007/08. Der größte Erfolg konnte in der Saison 2009/10 erzielt werden, als man es bis in das Achtelfinale gegen die Saalebiber Halle schaffte. Bei der zuerst letzten Teilnahme am Pokal scheiterte man zuhause in der zweiten Runde der Saison 2018/19 am BAT Berlin. Nach dieser Spielzeit wurde die Regionalliga-Mannschaft vom Spielbetrieb abgemeldet. In der Saison 2020/21, spielte wieder eine Herren-Mannschaft in der Regionalliga Nord, innerhalb der Staffel Nordwest. Nach dem Ende dem Abbruch zog sich die Mannschaft aber freiwillig in die Verbandsliga zurück. Im Pokal ging es in der Saison 2020/21 nicht über die erste Runde hinaus, wo man beim MTV Mittelnkirchen mit 4:7 scheiterte.

### Tischtennis
Die Tischtennis-Abteilung im Verein existiert seit 1949. Bis zur Saison 2016/17 spielte man in der 2. Kreisklasse Verden, stieg nach der Saison aber als Vorletzter in die 3. Kreisklasse Verden ab. Nach der Saison 2021/22 erreichte die Mannschaft hier den zweiten Platz und darf somit zur nächsten Spielzeit wieder aufsteigen.

### Weitere Abteilungen
Im Freizeit-Bereich gibt es derzeit auch noch Badminton-Mannschaften, Dart, Tanzen, einen Musikzug, Theater, Turnen, Volleyball und eine vereinseigene Boule-Bahn.

## Wappenhistorie

Bis 2012
Seit 2012